# Nieworany
Nieworany lub Niewierany (lit. Nevarėnai) – miasteczko na Litwie, położone w okręgu telszańskim i w rejonie telszańskim. Liczy 659 mieszkańców (2001).